# Papurana daemeli
Papurana daemeli é a única espécie de anuro da família Ranidae existente na Austrália. Esta espécie somente ocorre em aŕeas restritas de floresta húmida a norte de Queensland, na fronteira leste de Arnhem Land, no Território do Norte e na maior parte da Nova Guiné.

## Morfologia
É uma espécie com uma cabeça e corpo alongados. A cabeça forma um triângulo estreito no focinho. Os olhos são grandes e protuberantes e possui tímpanos bem evidenciados. A superfície dorsal tem um tom bronzeado e possui enrugamento na pele que desde os olhos até à base das patas. Uma risca de cor preta começa nas narinas, percorre os olhos e os tímpanos. uma linha de cor branca está presente acima do lábio superior. Os machos têm 43–58 milímetros de comprimento, e as fêmeas 58–81.

## Ecologia e comportamento
É uma espécie de hábitos terrestres, passando a maior parte do seu tempo entre a vegetação, próximo de uma fonte de água, normalmente em florestas húmidas ou junto a elas. O saco vocal não se localiza abaixo da mandíbula mas sim de cada lado da cabeça. O seu chamamento é composto por uma série "quacks" de baixa intensidade.